# تصویربرداری اشلیرن
تصویربرداری اِشلیرن (به انگلیسی: Schlieren imaging) (به اشتباه: شیلرن) روشی برای تجسم تغییرات چگالی در رسانه‌های (محیط‌های) شفاف است.

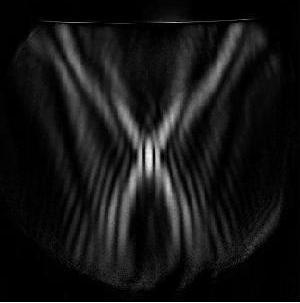
تصویربرداری اِشلیرن از یک مبدل فراصوتی متمرکز

اصطلاح "تصویربرداری اِشلیرن" معمولاً به عنوان مترادفی برای عکاسی اِشلیرن استفاده می‌شود، اگرچه این مقاله به ویژه به تجسم میدان فشار تولید شده توسط مبدل‌های فراصوت، به‌طور کلی در آب یا محیط‌های تقلیدبافت (به انگلیسی: tissue-mimicking) می‌پردازد. این روش یک تصویر دو بعدی (۲ بعدی) از پرتو آکوستیک را در زمان‌واقعی ("ویدیو زنده") ارائه می‌دهد. ویژگی‌های منحصر به فرد این روش بررسی ویژگی‌های خاص میدان آکوستیک (به عنوان مثال نقطه کانونی در مبدل‌های HIFU)، تشخیص بی‌نظمی‌های نمایه‌پرتو صوتی (مثلاً به دلیل نقص در مبدل) و شناسایی برخط (آنلاین) پدیده‌های وابسته به زمان را ممکن می‌سازد. (به عنوان مثال در مبدل‌های آرایه فازی). برخی از محققان می‌گویند که تصویربرداری اِشلیرن معادل رادیوگرافی پرتو ایکس از میدان آکوستیک است.

## تنظیم

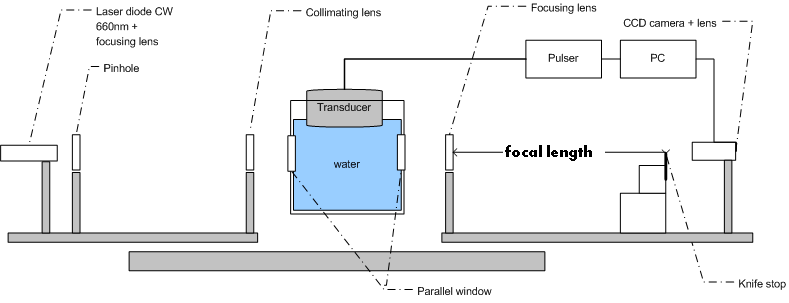
تنظیم سامانه تصویربرداری اشلیرن: پیکربندی خطی مبتنی‌بر عدسی‌ها

تنظیم نوری یک سامانه تصویربرداری اشلیرن ممکن است شامل بخش‌های اصلی زیر باشد: پرتو موازی، عنصر فوکوس‌سازی، توقف (لبه تیز) و دوربین. پرتو موازی ممکن است توسط یک منبع نور نقطه‌مانند (گاهی از لیزر متمرکزشده در روزن‌سوزنی استفاده می‌شود) که در نقطه کانونی یک عنصر نوری هم‌راستاساز قرار می‌گیرد، به دست آید. عنصر هم‌راستاساز ممکن است یک عدسی یا یک آینه باشد. توقف نوری ممکن است توسط تیغی که به صورت افقی یا عمودی در نقطه کانونی عنصر متمرکزساز قرار داده شده است، مشخص شود، و به دقت قرار داده شده است تا تصویر نقطه نوری را روی لبه آن مسدود کند. دوربین پشت این متوقف‌کننده قرار گرفته و ممکن است به عدسی مناسب مجهز باشد.

## فیزیک

### توضیحات اپتیک پرتویی
یک پرتو موازی به عنوان گروهی از پرتوهای مستقیم و موازی توصیف می‌شود. پرتوها در حالی که به‌طور بالقوه با میدان صوتی موجود در تعامل هستند، از محیط شفاف عبور می‌کنند و در نهایت به عنصر متمرکزساز می‌رسند. توجه داشته باشید که اصل عنصر متمرکزساز هدایت (یعنی متمرکزسازی) پرتوهایی است که موازی هستند - به یک نقطه واحد در صفحه کانونی عنصر؛ بنابراین، انبوه پرتوهایی که از صفحه کانونی عنصر متمرکزساز عبور می‌کنند را می‌توان به دو گروه تقسیم کرد: آنهایی که با میدان صوتی برهم‌کنش داشتند و آنهایی که برهم‌کنش نداشتند. گروه دوم توسط میدان صوتی برهم نخورده، بنابراین موازی می‌مانند و نقطه ای را در یک موقعیت کاملاً مشخص در صفحه کانونی تشکیل می‌دهند. توقف نوری دقیقاً در آن نقطه قرار می‌گیرد تا از انتشار بیشتر پرتوهای مربوطه در سامانه و دوربین جلوگیری شود. بنابراین ما از شر بخشی از نور که بدون برهم‌کنش از میدان صوتی عبور کرده خلاص می‌شویم. با این حال، پرتوهایی نیز وجود دارند که با میدان صوتی به روش زیر برهم‌کنش دارند: اگر یک پرتو از ناحیه ای با چگالی غیریکنواخت عبور کند که گرادیان فضایی آن دارای مولفه ای متعامد با پرتو باشد، آن پرتو از جهت اصلی خود منحرف می‌شود، گویی از یک منشور می‌گذرد. این پرتو دیگر موازی نیست، بنابراین نقطه کانونی عنصر متمرکزساز را قطع نمی‌کند و توسط تیغه مسدود نمی‌شود. در برخی شرایط، پرتو منحرف شده از تیغه‌تیز فرار می‌کند و به دوربین می‌رسد تا تصویری نقطه‌مانند روی حسگر دوربین، با موقعیت و شدت مربوط به ناهمگنی تجربه شده توسط پرتو ایجاد کند. یک تصویر به این ترتیب، منحصراً توسط پرتوهایی که با میدان صوتی برهم‌کنش دارند، تشکیل می‌شود و نقشه‌ای از میدان آکوستیک ارائه می‌دهد.

### توضیحات اپتیک فیزیکی
اثر آکوستو نوری ضریب شکست نوری محیط را با چگالی و فشار آن جفت (تزویج) می‌کند؛ بنابراین، تغییرات مکانی و زمانی در فشار (به عنوان مثال، به دلیل تابش‌های فراصوت) تغییرات مربوطه را در ضریب شکست ایجاد می‌کند. طول‌موج نوری و عدد موج در محیط به ضریب شکست بستگی دارد. فاز به‌دست آمده توسط موج الکترومغناطیسی که از طریق محیط عبور می‌کند به انتگرال‌خط عدد موج در امتداد خط انتشار مربوط می‌شود.
برای تابش الکترومغناطیسی موج‌تخت که به موازات محور Z حرکت می‌کند، صفحات XY خمینههای هم‌فاز هستند (ناحیه‌های فاز ثابت؛ فاز به مختصات (x,y) بستگی ندارد). با این حال، هنگامی که موج از میدان صوتی خارج می‌شود، صفحات XY دیگر خمینه‌های هم‌فاز نیستند. اطلاعات مربوط به فشار انباشته‌شده در امتداد هر خط (x,y) در فاز تابش پیدایشی قرار دارد و یک تصویر فاز (فازور) را در صفحه XY تشکیل می‌دهد. اطلاعات فاز توسط پارامتر رامان-نات داده می‌شود:
{\displaystyle v(x,y)={\frac {2\pi \kappa }{\lambda }}\int {p(x,y,z)}\,dz}
با {\displaystyle \kappa } - ضریب پیزواپتیک، {\displaystyle \lambda } طول‌موج نوری و {\displaystyle p(x,y,z)} میدان فشار سه‌بُعدی تکنیک اشلیرن اطلاعات فاز را به تصویری با شدت تبدیل می‌کند که توسط دوربین یا صفحه نمایش قابل تشخیص است.

## کاربرد
استاندارد طلایی پذیرفته شده برای اندازه‌گیری کمی آکوستیک هیدروفون است. با این حال، اسکن میدان صوتی با یک هیدروفون از چندین محدودیت رنج می‌برد که منجر به روش‌های ارزیابی تکمیلی مانند تصویربرداری اشلیرن می‌شود. اهمیت تکنیک تصویربرداری اشلیرن در تحقیق و توسعه سونوگرافی متمرکز با شدت بالا (HIFU) برجسته است. مزایای تصویربرداری اشلیرن عبارتند از:
- میدان آزاد: میدان صوتی بررسی شده توسط کاوند اندازه‌گیری خراب نمی‌شود.
- اندازه‌گیری با شدت بالا: این روش با شدت‌های صوتی بالا سازگار است.
- زمان واقعی: سامانه تصویربرداری اشلیرن ویدیوی برخط و زنده از میدان صوتی را ارائه می‌دهد.

## در ادامه مطلب
- Hargather, Michael John; Settles, Gary S. (9 July 2009). "Natural-background-oriented schlieren imaging". Experiments in Fluids. 48 (1): 59–68. doi:10.1007/s00348-009-0709-3.
- Atcheson, Bradley; Heidrich, Wolfgang; Ihrke, Ivo (5 October 2008). "An evaluation of optical flow algorithms for background oriented schlieren imaging". Experiments in Fluids. 46 (3): 467–476. doi:10.1007/s00348-008-0572-7.
- Skeen, Scott A.; Manin, Julien; Pickett, Lyle M. (2015). "Simultaneous formaldehyde PLIF and high-speed schlieren imaging for ignition visualization in high-pressure spray flames". Proceedings of the Combustion Institute. 35 (3): 3167–3174. doi:10.1016/j.proci.2014.06.040.
- Willert, Christian E.; Mitchell, Daniel M.; Soria, Julio (5 April 2012). "An assessment of high-power light-emitting diodes for high frame rate schlieren imaging". Experiments in Fluids. 53 (2): 413–421. Bibcode:2012ExFl...53..413W. doi:10.1007/s00348-012-1297-1.